# Природни сателит
Природни сателит, или месец, у старијој литератури такође и трабант, је небеско тело које ротира око планете или неког мањег тела које се зове „примарно тело“.
У Сунчевом систему је тренутно (септембар 2008) 327 тела класификовано као природни сателити: 165 ротира око планета, 6 око патуљастих планета, 104 око астероида и 58 око објеката у Којперовом појасу и расејаном диску, где су урачунати и сателити око патуљастих планета. Око 150 малих тела је откривено у Сатурновим прстеновима, али нема довољно података да би се са сигурношћу могле одредити њихове орбите. Претпоставља се да и у другим звезданим системима постоје сателити око планета, али још ниједан није откривен.
Планете Јупитеровог типа имају велике системе сателита, од којих су неки реда величине Месеца: Јупитерови Галилејеви сателити, Сатурнов Титан и Нептунов Тритон. Сатурн има и шест сателита средње величине који су довољно масивни да постигну хидростатичку равнотежу, а Уран пет. Од унутрашњих планета, Меркур и Венера немају сателите уопште; Земља има један велики – Месец, а Марс има два мала сателита – Фобос и Деимос.
Међу патуљастим планетама, Церера нема сателита (иако многи објекти у астероидном појасу имају). Плутон има пет познатих сателита, прилично велик Харон и мање Никс, Хидра, П4 и П5. Хаумеа има два сателита, а Ерида има један. Систем Плутон-Харон је необичан јер центар масе лежи у отвореном простору међу њима, што је карактеристично за двоструке планетарне системе.

### Дефиниција сателита
Не постоји доња граница за тела која се сматрају месецима. Свако тело коме је идентификована орбита се назива месецом, иако нека имају свега километар и мање у пречнику. Објекти у Сатурновим прстеновима који нису директно посматрани, као и неки мали астероидни сателити (нпр. Дактил) се називају мунлет (енгл. moonlet), у слободном преводу „сателитчић“.
Ни горња граница величине тела које би било сматрано природним сателитом није прецизно дефинисана. Ако су примарно тело и његов сателит приближне величине, говори се о „двоструком систему“, нпр. 90 Антиопа се сматра двоструким астероидом, а неки аутори сматрају систем Плутон-Харон двоструком патуљастом планетом. Најчешће се као услов узима чињеница да ли се центар масе система налази унутар једног од тела (које се онда сматра примарним телом) или не, али ова дефиниција узима у обзир и међусобну удаљеност тела, не само однос између њихових маса.

## Природни сателити у Сунчевом систему
Највећи природни сателити у Сунчевом систему (са пречником преко 3000 km) су Земљин Месец, Јупитерови Галилејеви сателити (Ио, Европа, Ганимед и Калисто), Сатурнов Титан и Нептунов Тритон (за мање сателите видети чланак о одговарајућој планети). Познато је преко 80 сателита патуљастих планета, астероида и другим малих тела Сунчевог система. Неке студије предвиђају да чак и до 15% објеката Кајперовог појаса и расејаног диска има сателите.
Сателити планета носе митолошка (најчешће грчка) имена, осим Уранових сателита који су названи по ликовима из Шекспирових дела. Масу довољну за постизање хидростатичке равнотеже (односно масу довољно да оформе сфероидан облик) има 19 сателита.
Број сателита по планетама у Сунчевом систему изгледа овако:
| Планета | Број сателита |
| ------- | ------------- |
| Меркур  | 0             |
| Венера  | 0             |
| Земља   | 1             |
| Марс    | 2             |
| Јупитер | 78            |
| Сатурн  | 274           |
| Уран    | 27            |
| Нептун  | 14            |

## Порекло
Сматра се да су природни сателити који се крећу око планете на директној орбити (регуларни сателити) настали из исте области протопланетарног диска као и матично тело. С друге стране, неправилни сателити (који махом круже на даљим орбитама, са већом инклинацијом или ексцентрицитетом, или са ретроградним кретањем) су највероватније заробљени астероиди, који су можда уситњени у сударима. Земљин Месец и можда Харон су изузеци из овог правила. За њих се верује да су настали сударом два протопланетарна диска (вити хипотезу гигантског судара). Материјал који би се нашао у орбити око централног тела би формирао један или више сателита. Насупрот планетарним сателитима, сателити астероида углавном настају овим процесом. Тритон је још један изузетак, јер је велики и налази се на блиској и кружној орбити, а сматра се да је у питању заробљена патуљаста планета.

## Геолошка активност
Од деветнаест познатих сателита који су довољно велики да би дошли у стање хидростатске равнотеже, неколико их је и данас геолошки активно. Ио је вулкански најактивније тело Сунчевог система, док Тритон и Енцеладус имају гејзире. Тритон и Титан имају и значајну атмосферу, а Титан и језера од метана, а вероватно и кишу. За четири највећа сателита – Европа, Ганимед, Калисто и Титан – се сматра да имају површинске океане течне воде, док мањи Енцеладус можда има локализовану воду испод површине. Многи други сателити, као Тетис имају знакове да су у прошлости били геолошки активни. У овим случајевима главни узрок геолошке активности су плимске силе примарног тела.

## Орбиталне карактеристике

### Плимске силе
Регуларни природни сателити у Сунчевом систему су везани плимским силама за своја матична тела, што значи да су им увек окренути истом страном. Једини познати изузетак је Сатурнов месец Хиперион који ротира хаотично због утицаја гравитације Титана.
С друге стране, спољашњи сателити гасовитих џинова су превише далеко да би били везани. На пример Јупитеров сателит Хималиа, Сатурнов Феба и Нептунов Нереида имају период ротације реда величине десет сати, а орбитални период реда величине стотине дана.

### Сателити сателита
Ниједан природни сателит сателита није познат. У већини случајева, плимске силе примарног тела би такав систем учиниле нестабилним.
Међутим, прорачуни рађени након скорашњег открића потенцијалног система прстенова око Рее, Сатурновог сателита показују да би орбита око Рее била стабилна. Штавише, сматра се да су ови прстенови уски, феномен који се обично повезује са присуством „сателита-пастира“ (енгл. shepherd moon, сателит од чијег материјала настају прстенови).

### Тројански сателити
За два сателита се зна да имају мале пратиоце у L4 и 5 Лагранжовим тачкама, 60° испред и иза на истој орбити. Ови пратиоци су названи Тројански сателити аналогно са Тројанским астероидима Јупитера. Тројански сателити су Телесто и Калипсо (испред и иза Тетиса), и Хелена и Полукс (испред и иза Дионе).

### Сателити астероида
Открићем Дактила, сателита чије је примарно тело астероид 243 Ида је постало јасно да и астероиди могу имати сателите. Штавише, 87 Силвиа има 2 сателита. Неки астероиди, попут Антиопе су двоструки астероиди који се састоје од два тела сличног реда величине.

## Терминологија
Први познати природни сателит је Месец. Све до открића Галилејевих сателита 1614. није било познато да постоји читава класа објеката чији је Месец само један представник. Галилео Галилеј је ове објекте назвао планете (Planetæ), али су каснији истраживачи одабрали друге термине да би их разликовали од тела око којих орбитирају.
Откривши Титан, Кристијан Хајгенс је први употребио термин „месец“ (Luna Saturni или Luna Saturnia) по аналогији са Земљиним Месецом. Након открића других Сатурнових сателита термин је напуштен, али се данас често користи. Ђовани Доменико Касини је некада за објекте које је отрио користио француску реч planètes, а чешће satellites према латинском satelles („чувар“, „пратилац“).
Термин „сателит“ је постао уобичајен јер се избегавала вишезначност термина „месец“. Када је 1957. лансиран први вештачки објект – Спутњик – настала је и потреба за новом терминологијом. Термини „људски сателит“ и „вештачки месец“ су брзо напуштени и замењени једноставнијим „сателит“, па се овај термин данас користи пре свега за вештачке објекте који плове свемиром – укључујући, понекад, и објекте који не орбитирају око планета.
Као последица, термин „месец“ (који је коришћен у значењу „сателит“ у делима популарне науке и научне фантастике) се вратио у употребу чак и у научним радовима. Међутим, када постоји потреба да се избегне конфузија и са Земљиним Месецом и са вештачким објектима користи се назив „природни сателит“.

### Месеци планета
- Земљин Месец
- Марсови сателити
- Јупитерови сателити
- Сатурнови сателити
- Природни сателити Урана
- Нептунови сателити

### Месеци малих тела
- Сателити астероида
- Плутонови сателити
- Еридин сателит
- Хаумејини сателити

### Сви месеци
- Физичке карактеристике природних сателита
- Највећи сателити по удаљености од Сунца
- Динамичка страна Сунчевог система
- Прва фотографија сателита ван Сунчевог система
- Списак именованих сателита
- Детаљније о горњој граници величине сателита
- Астероиди са сателитима